# Urocyon
Urocyon là một chi động vật có vú trong họ Chó, bộ Ăn thịt. Chi này được Baird miêu tả năm 1857. Loài điển hình của chi này là Canis virginianus Schreber, 1775 (= Canis cinereo argenteus Schreber, 1775) by subsequent designation (Elliot, 1901; Melville and Smith, 1987).

## Các loài
Chi này gồm các loài:
- Cáo xám (Urocyon cinereoargenteus)
- Cáo đảo (Urocyon littoralis)

## Hình ảnh

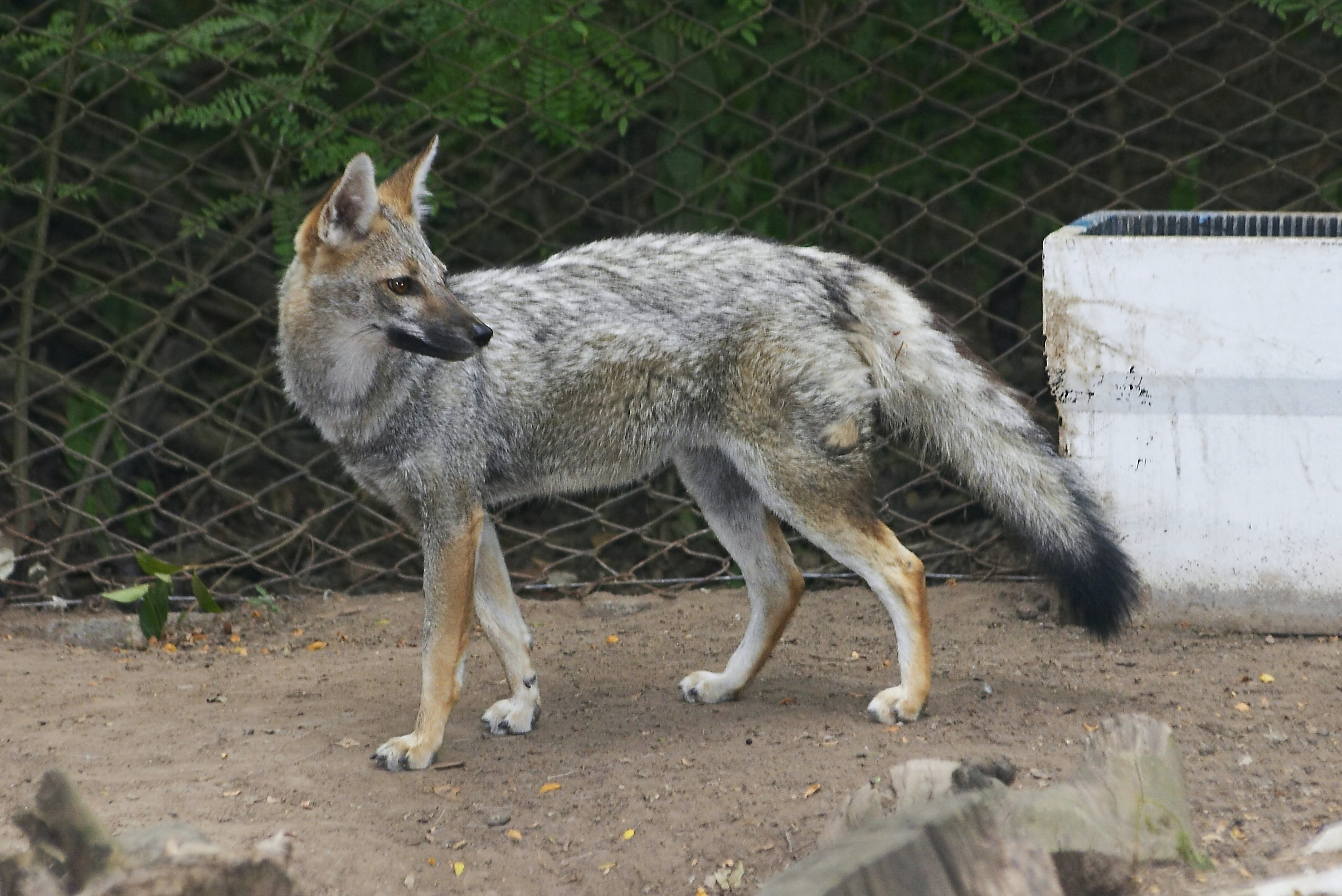
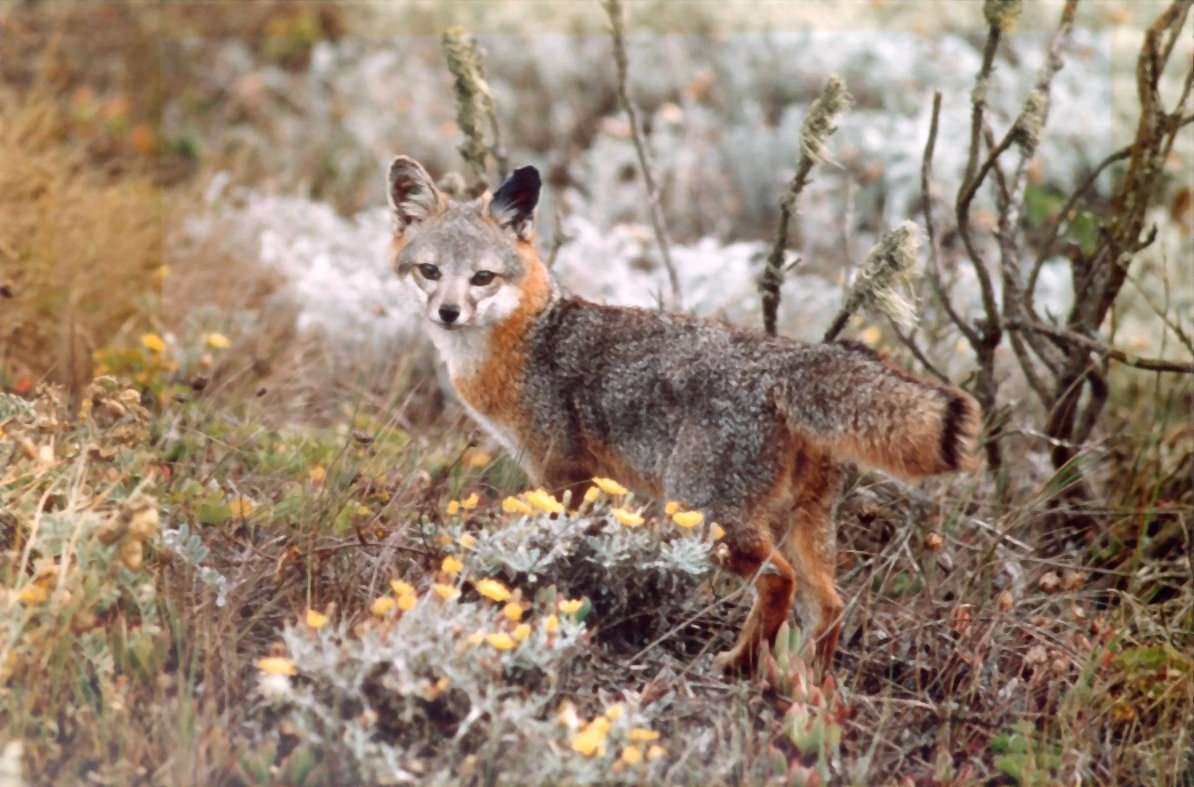
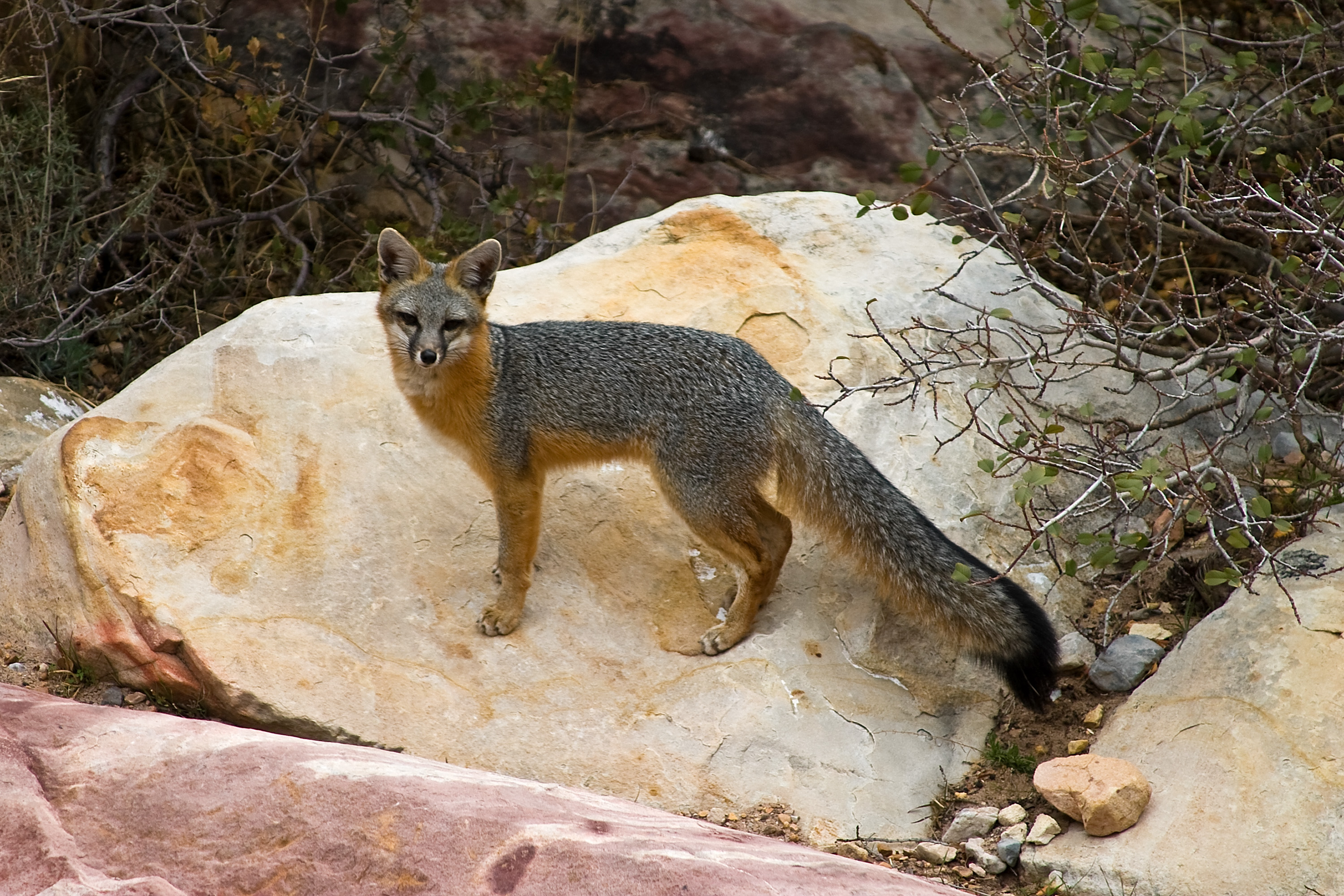